# Aloe simii
Aloe simii ist eine Pflanzenart der Gattung der Aloen in der Unterfamilie der Affodillgewächse (Asphodeloideae). Das Artepitheton simii ehrt den Botaniker Thomas Robertson Sim (1858–1938), der die Pflanze als Erster sammelte.

## Beschreibung

### Vegetative Merkmale
Aloe simii wächst stammlos und einfach oder selten sprossend und dann kleine Gruppen bildend. Die 15 bis 20 lanzettlich verschmälerten Laubblätter bilden eine dichte Rosette. Die leuchtend bis milchig grüne, undeutlich linierte Blattspreite ist 40 bis 60 Zentimeter lang und 9 bis 12 Zentimeter breit. Gelegentlich sind auf ihr wenige undeutliche helle Flecken vorhanden. Die hornigen, hellbraunen Zähne am Blattrand sind 3 bis 4 Millimeter lang und stehen 10 bis 15 Millimeter voneinander entfernt.  

### Blütenstände und Blüten
Der Blütenstand weist fünf bis neun Zweige auf und erreicht eine Länge von 100 bis 200 Zentimeter. Die unteren Zweige sind gelegentlich nochmals verzweigt. Die lockeren, zylindrisch spitz zulaufenden Trauben sind 30 bis 65 Zentimeter lang. Die lanzettlich spitz zulaufenden Brakteen weisen eine Länge von etwa 12 bis 15 Millimeter auf. Die erdbeerroten Blüten stehen an 12 bis 15 Millimeter langen Blütenstielen. Sie sind 35 bis 40 Millimeter lang und an ihrer Basis gestutzt. Auf Höhe des Fruchtknotens weisen die Blüten einen Durchmesser von 12 Millimeter auf. Darüber sind sie abrupt auf 5 Millimeter verengt und schließlich zur Mündung erweitert. Ihre äußeren Perigonblätter sind auf einer Länge von 12 Millimetern nicht miteinander verwachsen. Die Staubblätter und der Griffel ragen kaum aus der Blüte heraus.

### Genetik
Die Chromosomenzahl beträgt {\displaystyle 2n=14}.

## Systematik und Verbreitung
Aloe simii ist in der südafrikanischen Provinz Mpumalanga im Gras an steinigen, felsigen Hängen in Höhen von etwa 1500 Metern verbreitet.
Die Erstbeschreibung durch Illtyd Buller Pole-Evans wurde 1917 veröffentlicht.

## Nachweise